# Municipio de Orel
El municipio de Orel (en inglés: Orel Township) es un municipio ubicado en el condado de Wayne en el estado estadounidense de Illinois. En el año 2010 tenía una población de 1420 habitantes y una densidad poblacional de 11,62 personas por km².

## Geografía
El municipio de Orel se encuentra ubicado en las coordenadas 38°18′20″N 88°33′19″O / 38.30556, -88.55528. Según la Oficina del Censo de los Estados Unidos, el municipio tiene una superficie total de 122.25 km², de la cual 122,21 km² corresponden a tierra firme y (0,03 %) 0,04 km² es agua.

## Demografía
Según el censo de 2010, había 1420 personas residiendo en el municipio de Orel. La densidad de población era de 11,62 hab./km². De los 1420 habitantes, el municipio de Orel estaba compuesto por el 98,66 % blancos, el 0,14 % eran afroamericanos, el 0,14 % eran amerindios, el 0,35 % eran de otras razas y el 0,7 % eran de una mezcla de razas. Del total de la población el 1,2 % eran hispanos o latinos de cualquier raza.